# Редько Юліан Костянтинович
Юліа́н Костянти́нович Редько́ (21 травня 1905, с. Дернів теперішньої Львівської області — 27 травня 1993, Львів) — український мовознавець, фахівець з української антропонімії, письменник і перекладач. Доктор філологічних наук (1969), почесний член Наукового товариства імені Шевченка.

## Життєпис
Закінчив Станіславську гімназію у Львові. В 1924—1925 рр. був студентом медичного факультету Українського таємного університету, заснованому у Львові після ліквідації українських кафедр в навчальних закладах Польщі. Видавав підпільну студентську газету «Метеор» (під псевдонімом Мстислав Хмара), брав участь в діяльності відродження української вищої школи. В 1925 році був заарештований, півроку провів у в'язниці. 1926 року написав повість «Дурні діти», яка відбивала настрої західноукраїнської молоді тих літ. Книга була видана в тому ж році в Берліні органом ЗУНР «Український Прапор» під псевдонімом, однак на батьківщині письменника потрапила в списки забороненої літератури.
Після закриття таємного університету поступив до Львівського університету, де в 1927—1932 роках вивчав слов'янську філологію. В 1931—1939 рр. викладав у католицькій гімназії у Львові. Після другої світової війни працював у Львівському педагогічному інституті завідувачем кафедри.
У 1950-ті роки був деканом філологічного факультету педінституту і захистив кандидатську дисертацію «Лексичні та граматичні особливості мови Павла Арсеновича Грабовського». З 1959 року працював на кафедрі української мови у Львівському університеті.
У 1950-х почав збір даних про українські прізвища. В 1969 році в Академії наук Української РСР захистив докторську дисертацію «Сучасні українські прізвища (походження, словотвір, територіальне поширення)».
У 1970-х працював над словником видатних діячів Галичини (понад 3 тисячі персоналій). Наприкінці 1980-х років опублікував серію статей у позацензурному альманасі Євшан-зілля («Українські високі школи у Львові (1920—1925)», «Український скаутінг (пласт)», «Учора… і сьогодні»). Пізніше став одним з учасників збірника «Антисуржик: Вчимося ввічливо поводитися і правильно говорити» (Львів, 1994).
У 1990-х, після публікації повістей «Дурні діти», «Дороги та бездоріжжя» його ім'я стає відомим більш широкому колу читачів. Також з його творів відомі збірка віршів у прозі «З юних днів», збірка оповідань «Квіти», а спогади «Учора і сьогодні» видані вже масовим тиражем.
Помер у Львові, похований на Личаківському цвинтарі, поле № 85.

## Внесок у науку
Головні праці Юліана Редька — це дослідження, присвячені структурі й походженню українських прізвищ. Вони вийшли 1966 і 1968 рр., незадовго до того, як в Оксфорді було опубліковано працю Б. Г. Унбегауна, присвячену російським прізвищам («Russian surnames», 1972).
Книжка «Сучасні українські прізвища» (1966) цілком присвячена саме походженню прізвищ. У ній висвітлено семантику, словотвірні і граматичні особливості прізвищ, а також географічний розподіл різних типів прізвищ на території України.
«Довідник українських прізвищ» (1968) має більш практичну спрямованість. Основну частину довідника займає алфавітний словник-вказівник прізвищ, написання, вимова або відмінювання яких може становити труднощі.
У 1970-х роках Юліан Редько готував до видання фундаментальний «Словник сучасних українських прізвищ», повна картотека якого включала 90 тисяч одиниць. Частково ця праця була видана 2007 року Науковим товариством імені Шевченка (25 600 прізвищ з інформацією про їх правопис, граматичні характеристики, етимологію і поширення).

## Основні праці
- Редько Ю. К. Сучасні українські прізвища. / Відповідальний редактор — доктор філологічних наук І. І. Ковалик. Київ: Наукова думка, 1966.
- Редько Ю. К. Довідник українських прізвищ / за ред. канд. філол. наук І. Варченка. — К., 1968. — 256, [1] с.
- Редько Ю. К. Довідник українських прізвищ (2-ге видання) / за ред. канд. філол. наук І. Варченка. — К., 1969. — 256 с.
- Редько Ю. Словник сучасних українських прізвищ: У 2-х тт. / Ред. Д. Гринчишин. Т. 1: А—М. Львів, 2007. — XXVI, 720 с. ISBN 996-8868-06-4
- Редько Ю. Словник сучасних українських прізвищ: У 2-х тт. / Ред. Д. Гринчишин. Т. 2: Н—Я. Львів, 2007. — 721—1438 с. ISBN 996-8868-07-2